# ژولسمینده
ژولسمینده (به لاتین: Juelsminde) یک منطقهٔ مسکونی در دانمارک است که در Hedensted Municipality واقع شده‌است. ژولسمینده ۳٫۹۵ کیلومتر مربع مساحت و ۳٬۹۹۰ نفر جمعیت دارد.